# NGC 7023
NGC 7023 is een open sterrenhoop in een reflectienevel (de Irisnevel genoemd) in het sterrenbeeld Cepheus. Het object ligt ongeveer 1300 lichtjaar van de Aarde verwijderd en werd op 18 oktober 1794 ontdekt door de Duits-Britse astronoom William Herschel.

## Synoniemen
- OCL 235
- LBN 487
- Caldwell 4
- Cr 429
- vdB 139